# Satiâh
Satiâh est une reine d’Égypte de la XVIIIe dynastie. Elle est une des épouses du roi Thoutmôsis III. Certains spécialistes avancent qu'elle eut le titre de grande épouse royale, ce que d'autres contestent, dont Christian Leblanc. Elle est la fille d'Ipou qui occupait le poste de nourrice royale et il est possible que son père soit l'important fonctionnaire Ahmès Pen-Nekhbet, originaire d'El Kab.
Ses titres sont : « Épouse du roi » (ḥmt-nisw), « Grande épouse du roi » (ḥmt-niswt-wrt) et « Épouse de Dieu » (ḥmt-ntr).
Satiâh meurt pendant le règne de Thoutmôsis III, selon certains égyptologues, vers l'an 23 ou 24 de son règne alors qu'il semble que la grande épouse royale soit la reine Mérytrê-Hatchepsout. 
La grande majorité des égyptologues pensent qu'il n'y a pas d'enfant connu de son union avec Thoutmôsis III, toutefois, il est possible qu'elle soit la mère du prince Amenemhat (ou Aménémès), qui serait décédé avant son père.

## Attestations
Satiah est attestée à plusieurs endroits. À Abydos, le texte d'une table d'offrandes mentionne sa mère, la « nourrice du dieu » Ipou. La table d'offrande est dédiée par le Prêtre-lecteur Therikiti. Une tête de hache votive en bronze (?) (aujourd'hui au musée du Caire), portant le nom de la reine Satiah, a également été trouvée à Abydos.
Au temple de Montou à Tôd, une statue de la reine a été dédiée par Thoutmôsis III après sa mort (la statue se trouve aujourd'hui au musée du Caire).
La reine Satiah est représentée derrière la reine Mérytrê-Hatchepsout et Thoutmôsis III sur un pilier de la tombe du roi (KV34). Derrière la reine Satiah, on voit l'épouse du roi Nebtou et la fille du roi Néfertari.
Satiah est représentée devant Thoutmôsis III sur un relief de Karnak. Une stèle du musée du Caire montre la reine Satiah debout derrière Thoutmôsis III[11].